# Tratamientos alternativos usados para el resfriado común

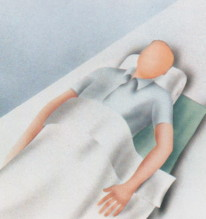
Psicoterapia: las imágenes guiadas mediante relajación es una de las terapias de medicina complementaria y alternativa asociada con la esperanza de prevenir o aliviar los síntomas de los resfriados.

Existen muchas plantas medicinales y otros tipos de tratamientos alternativos usados para el resfriado común. Sin embargo, pocas se apoyan en sólida evidencia científica. Es probable que la mejora observada por pacientes que toman remedios alternativos no sea más que el curso natural de la enfermedad.
Los resfriados son causados por virus y no por causa de mojarse en la lluvia o estar expuesto a golpes de frío. Los síntomas de un resfriado suelen incluir una secreción nasal, estornudos, tos, escalofríos, congestión nasal, picazón de garganta, dificultad para dormir y dolor de cabeza. Si bien un número de hierbas chinas y otras plantas han sido indicados para aliviar los síntomas del resfriado, incluyendo el jengibre, el ajo, el hisopo, el barbasco, y otros, estudios científicos o bien no se han hecho o han sido calificados de inconclusos.
Otros remedios caseros para “acortar” los resfriados, catarros y dolores de garganta incluyen el té de limón, infusión preparada con té negro, limonada, aspirina y dos cucharadas de miel. En Argentina y Uruguay existe el "mate de limón", infusión preparada con yerba mate y limón rallado o picado (con su cáscara). En México y otros países se prepara una sopa de gallina o pollo o de pata de gallina.

## Abrigarse y calentarse contra el frío
Protegerse del frío es útil no sólo para prevenir los resfriados, sino también para acortar su duración.
Independientemente del uso de medicinas, la sabiduría popular ha combatido los resfriados con calor, pues el frío ha sido considerado desde la antigüedad una de las causas más importantes de la aparición del resfriado común. Pero no siempre ha sido así. En nuestros días, la tendencia científica comenzaba a ser contraria a esa creencia: fueron publicados experimentos estadísticos que desdeñaban la relación entre frío y contraer un resfriado, los resfriados invernales fueron achacados a que en las épocas frías la gente se reúne y contagia sus gérmenes, y asociar bajas temperaturas y enfermedad fue considerado como algo cultural y casi supersticioso .  Sin embargo, otros experimentos científicos han dado la razón a la sabiduría popular: sí parece haber relación entre frío y enfermedad.
Las investigaciones muestran que el frío favorece la enfermedad debido a varios efectos: la bajada del sistema inmunitario, el estrechamiento de los vasos sanguíneos, una menor producción de vitamina D dentro del cuerpo humano y el aumento del grosor de la capa externa que poseen los virus agresores.
Los perjuicios del frío pueden ser combatidos conservando la temperatura corporal mediante los remedios siguientes:
- Taparse y abrigarse con ropa: cubriendo especialmente las zonas de las vías respiratorias. Resulta muy útil proteger el cuello (por ser un punto clave para la enfermedad) y tapar la nariz (es el punto de entrada de los microbios y el primero que es afectado). Habitualmente, estas zonas se cubren con bufandas, pañuelos normales o pañuelos tubulares.
- Mantenerse dentro de lugares calientes, si es posible.
- Utilizar la cobertura apropiada en la cama, con mantas adecuadas al frío del ambiente.
- Moverse cuando el frío comience a adueñarse de uno: el movimiento ayuda a entrar en calor.
- No tomar alimentos fríos, sino calientes, para evitar reducir la temperatura interna. Los líquidos calientes son muy utilizados.

## Propóleos respiratorios
Su compleja composición le confiere a lo propóleos capacidad antibacteriana, antimicótica y antiviral.
Antibacteriana: Es una de las primeras propiedades constatadas. Múltiples estudios bacteriológicos in vivo e in vitro confirmaron su acción bacteriostática y bactericida. Entre los investigadores pioneros se destacan Kivalkina y Villanueva en Europa y Rojas en Cuba (12 y 13). Los principales responsables de esta propiedad son los flavonoides galangina y pinocembrina y derivados de los ácidos benzoico, ferúlico y cafeico. El efecto antibacteriano se observa principalmente sobre los gérmenes gram positivos estafilococo dorado y streptococo beta hemolítico, pero numerosas bacterias gram negativas también son sensibles entre las que se encuentran algunas cepas de
Piociánico y Proteus.
Propiedad antiasmática El propóleo se trata de un recurso terapéutico capaz de mejorar a muchos pacientes con asma, sin efectos secundarios. Se puede utilizar en jarabe o mezclado con miel. Su empleo permite reducir o retirar otro tipo de medicación. Se pueden utilizar solos o asociados a la medicación convencional(broncodilatadores). El efecto positivo en esta patología es atribuida a su acción sobre el sistema inmune, pero también por su capacidad de inhibir la liberación de histamina y a la antiinflamatoria.

## Huáng qí
La raíz del Astragalus membranaceus se ha utilizado en la medicina china tradicional para reforzar el sistema inmunológico y prevenir los resfriados y la gripe y reducir la fatiga. Los estudios han encontrado que el A. membranaceus tiene propiedades antivirales, aunque no ha habido ensayos clínicos que demuestren la eficacia de esta raíz contra los resfriados en los seres humanos.
El huáng qí viene en presentaciones de té, en cápsulas, o forma de extracto en las tiendas naturistas o de raíz seca en tiendas chinas de hierbas y algunas tiendas de alimentos saludables. La raíz seca puede ser difícil de encontrar.
Los profesionales de la medicina china tradicional suelen recomendar el huáng qí para prevenir los resfriados en sujetos ya contagiados. Se suele recomendar una taza de sopa hervida con raíz de huáng qí, usualmente más de una vez por semana durante la época del invierno para prevenir resfriados.
El huáng qí puede aumentar la potencia de medicamentos antivirales como el aciclovir o interferón, lo que empeora los efectos secundarios potenciales de estos medicamentos (tales como la insuficiencia renal). También podría, potencialmente, contrarrestar los medicamentos inmunosupresores como la ciclofosfamida o corticosteroides. Puede causar una baja en los niveles de la glucosa en el plasma sanguíneo o la presión arterial, potenciando así los efectos de medicamentos antihipertensivos y de la diabetes.
El astrágalo también puede aumentar los efectos de los diuréticos, antiagregantes plaquetarios como la aspirina, el clopidogrel (Plavix®), ticlopidina (Ticlid®) y la warfarina (Coumadin®). Se desconoce la seguridad del huáng qí en las mujeres embarazadas, niños o lactantes.

## Echinacea

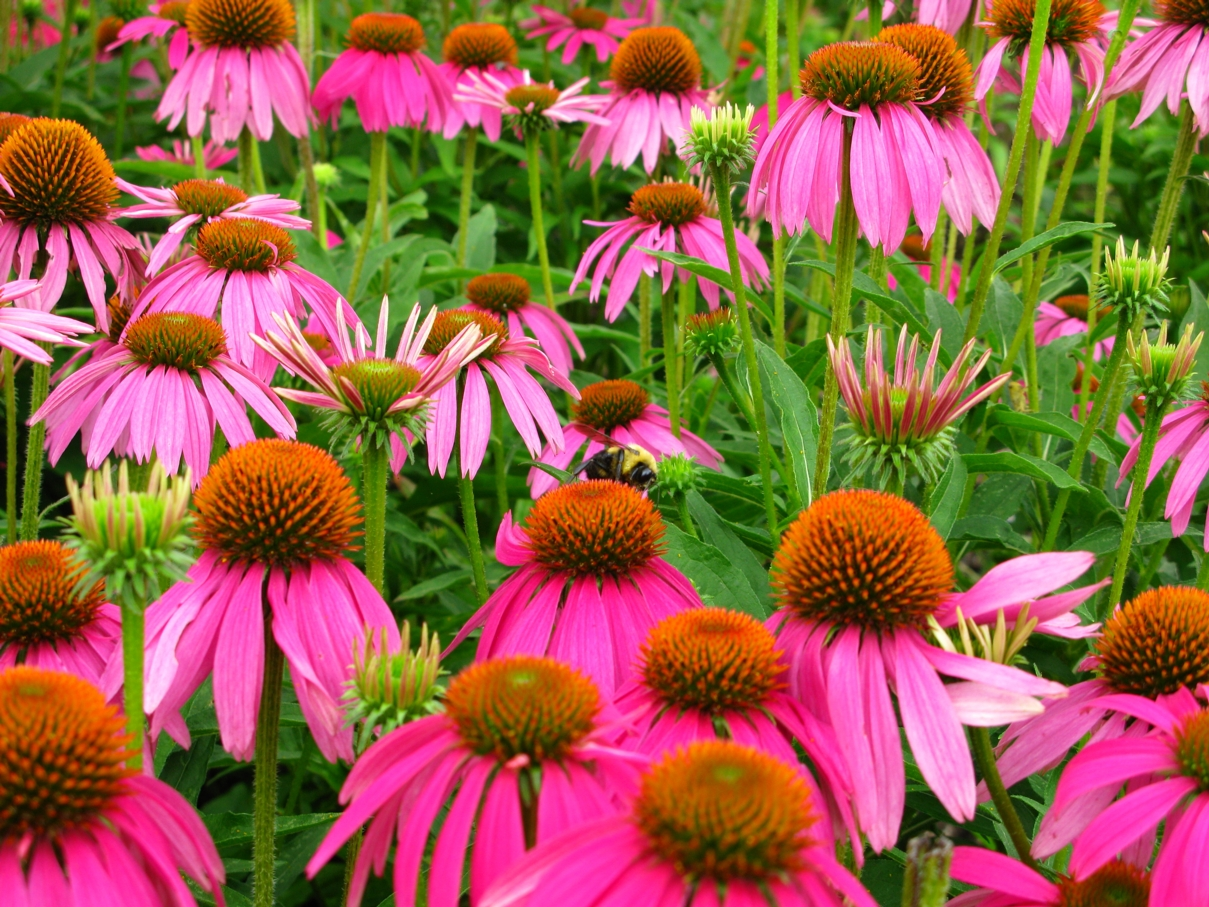
Echinacea purpurea: La mayoría de los estudios que favorecen la efectividad de la E. purpurea en el resfriado han sido pequeños y con diseño débil.

La equinácea es una planta de uso común en los preparados a base de plantas para el tratamiento del resfriado común. Existe alguna evidencia de que los preparados basados en las partes aéreas de la Echinacea purpurea quizá sean eficaces para el tratamiento temprano de los resfriados en adultos, pero los resultados no son plenamente coherentes. Puede que existan efectos beneficiosos de otros preparados de Echinacea, y con fines preventivos, pero no han sido mostrados o replicados de manera independiente y rigurosa en ensayos aleatorios. Un estudio realizado en 2007 encontró un beneficio global de la equinácea para el resfriado común.
Aunque ha habido estudios científicos la evaluación de la equinácea, su efectividad no ha sido demostrada de manera convincente. Por ejemplo, un estudio revisado por expertos clínicos y publicado en el New England Journal of Medicine concluyó que los extractos de raíz de E. angustifolia, ya sea sola o combinada, no tiene efectos clínicamente significativos sobre la infección por rinovirus o en la enfermedad clínica que resultados de la misma. Estudios recientes aleatorizados, doble ciego, controlados con placebo en adultos no han demostrado un efecto beneficioso de la equinácea sobre la gravedad de los síntomas o la duración del resfriado. Una revisión estructurada de 9 estudios controlados con placebo sugiere que la eficacia de la equinácea para el tratamiento de los resfriados no se ha establecido. Para llegar a la conclusión de que existe alguna evidencia de que la equinácea puede reducir tanto la duración o la gravedad del resfriado común, se necesitan grandes estudios clínicos aleatorios y controlados con placebo que en demuestren la efectividad en la prevención o efectos beneficiosos terapéuticos en adultos con catarros, o niños. Por tal razón la mayoría de las fuentes autorizadas consideran que el efecto de la equinácea sobre el resfriado no están respaldadas por evidencia convincente.

## Ajo
El ajo es uno de los remedios caseros más populares usados en casos de resfriados. Muchas culturas tienen como remedio casero, bien sea como ingrediente en la sopa de pollo, bebida hecha a base de ajo picado crudo, o simplemente comer el ajo crudo.
El compuesto en el ajo que se especula es el que tiene las propiedades de combatir el resfriado es la alicina, que ha demostrado tener propiedades antibacterianas y antifúngicas. La alicina es lo que da al ajo su sabor picante característico. Para maximizar la cantidad de alicina, el ajo debe ser fresco, picado o machacado y debe ser cruda. También está disponible en forma de píldora.
En un estudio con 146 personas, los participantes recibieron un suplemento de ajo o un placebo durante 12 semanas entre noviembre y febrero. Las personas que tomaron ajo tuvieron hasta un 50% menor riesgo de contraer un catarro. El estudio también encontró que el ajo reduce el tiempo de recuperación en las personas que contrajeron un resfriado. Se necesitan más investigaciones para corroborar estos resultados.
El ajo tiene algunos efectos secundarios y problemas de seguridad. El mal aliento y olor corporal son tal vez los efectos secundarios más comunes, sin embargo, también se han reportado mareos, sudoración, dolor de cabeza, fiebre, escalofríos y secreción nasal. Los suplementos de ajo debe evitarse en personas con trastornos de la coagulación, dos semanas antes o después de una cirugía, o por aquellos que toman medicamentos como la warfarina (Coumadin) o suplementos que afecten la coagulación sanguínea, como la vitamina E o el ginkgo.

## Vitamina C

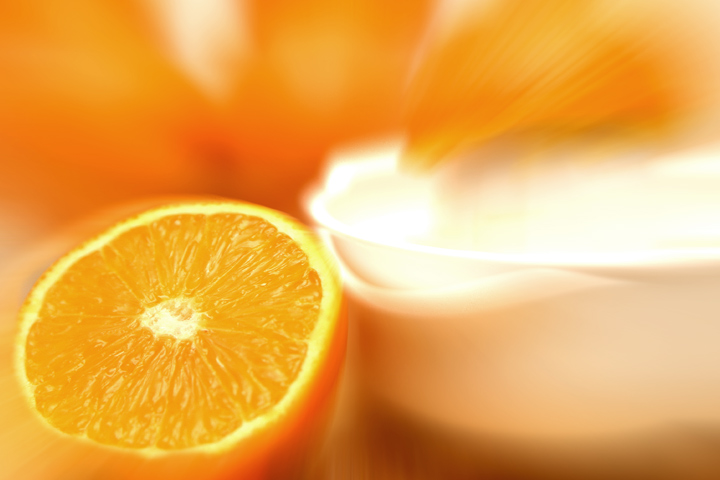
Las naranjas contienen aproximadamente 50 mg de vitamina C por cada 100 gramos de la fruta.

Las mega-dosis de Vitamina C (hasta 6 gramos diarios) se han asociado a la prevención de catarros por siglos, incluyendo el famoso partidario Linus Pauling, quien escribió un best-seller sobre la vitamina C y el resfriado común. Sin embargo, no se ha demostrado beneficio en una población saludable en la prevención ni el tratamiento del resfriado común, aunque podría ser beneficioso en personas expuestas a períodos de ejercicio físico severo—como los corredores de maratones—o ambientes fríos.
La falta de evidencias sobre el efecto de la suplementación preventiva de la vitamina C sobre la incidencia del resfriado común en poblaciones normales, arroja dudas sobre la utilidad de esta práctica tan generalizada. Aún se necesitan más ensayos terapéuticos para resolver el debate, especialmente en niños que no han sido incluidos en estos ensayos. Las personas diagnosticados de enfermedad renal deben evitar los suplementos de vitamina C.
Es muy probable que la vitamina C en diversas plantas y frutas sea degradada al calentarlas o prepararlas por la energía del horno microondas.

### Limonada
El zumo de limón es una fuente rica de vitamina C y de la misma forma que con el jugo de naranja, su uso para prevenir el resfrío no está demostrado. Sin embargo, es usualmente asociado a un té suave de hierbas o con miel. Es probable que la limonada caliente ayude a suavizar la garganta áspera y a reducir la inflamación orofaríngea.

## Miel
La miel es usada para muchas enfermedades en la cultura popular, incluyendo el alivio sintomático del resfriado. Los catarros se combaten en muchos países endulzando con miel al zumo de limón o el té de cebolla. Por lo general, la receta consiste en dos cucharadas de miel, el zumo de un limón bien exprimido (o medio si el limón fuere grande) y un dedo de agua caliente. La Organización Mundial de la Salud recomienda el uso de miel para el alivio de la tos en niños mayores de un año. Sin embargo, la miel no muestra mayores beneficios que otros medicamentos como el dextrometorfano.

## Suplemento de zinc
El zinc es un oligomineral esencial para al menos 200 enzimas en el cuerpo humano y animal y uno de los más abundantes en el cuerpo humano, superado como oligoelemento solo por el hierro. Se encuentra naturalmente en alimentos como la carne, el hígado, los mariscos (ostras y crustáceos) y los huevos. La cantidad diaria recomendada es de 12 mg para las mujeres y 15 mg para los hombres, una cantidad que se encuentra en la mayoría de los suplementos multivitamínicos.
A pesar de la creencia popular de que el zinc puede curar el resfriado, la evidencia científica al respecto es controvertida.
Los preparados de zinc, por ejemplo, pueden ayudar a reducir la duración de un resfriado, y parecen proteger contra uno en las primeras 24 horas de la exposición a un virus del resfriado.
Estudios muestran que el zinc usado como agente terapéutico reduce la duración y la intensidad de los síntomas del resfriado en un 50%, principalmente la tos. Otros estudios han comprobado que tomando zinc, no se altera el curso del resfriado.
Las pastillas de zinc no deben ser administradas a largo plazo, ya que los suplementos de zinc en exceso de 15 mg por día pueden interferir con la absorción de los minerales de cobre y la consecuente deficiencia de cobre. El uso de zinc en aerosol nasal se ha asociado con pérdida del sentido del olfato.

## Caldo de pollo
El caldo de pollo es representativo de los remedios tradicionales para el resfriado y ha sido respaldado por muchos testimonios personales. Ya en el siglo VII, Maimónides, el célebre físico y filósofo, recomendaba el caldo de pollo como tratamiento contra el resfriado común. En varios estudios el caldo de pollo dio mejores resultados contra la congestión nasal que el agua fría o caliente. Es posible que el caldo de pollo alivie los síntomas del resfriado, probablemente al inhibir la migración de neutrófilos, lo cual pudiera tener un efecto antiinflamatorio.

## Té de jengibre
El té de jengibre fresco tomado dos veces al día es otro remedio común indicado para los resfriados y la tos. Se suele preparar con 1½ cucharada de jengibre en cada taza de agua utilizada para la elaboración del té. Para preparar el jengibre, se corta la raíz en trozos pequeños y se coloca a hervir en agua. Se deja enfriar durante tres minutos y se cuela en un vaso. En ocasiones se le añade una cucharada de miel y se bebe el té caliente. Igualmente se acostumbra añadir zumo de limón, naranja y otras hierbas en combinación con el jengibre.

## Ocra
Proveniente de Etiopía y frecuente en los países mediterráneos, el Abelmoschus esculentus se utiliza como remedio casero para el resfriado común. Llamado comumnente ocra, gombo o bamia, las vainas de la planta son productoras de abundante mucílago (sustancia de apariencia mucosa que da su característica textura viscosa) empleado a menudo como emoliente y es una planta con buena fuente de vitamina B, ácido fólico, magnesio, manganeso, potasio y vitamina C.
Para preparar ocra como remedio casero para el resfriado común, se corta aproximadamente 100 gramos de la planta y se hierve en medio litro de agua. El mucílago le debe suministrar al agua un brillo aceitoso. Ocasionalmente se toma ventaja de la inhalación del vapor, aunque se refiere que los vapores no ayudan tanto como el beber la infusión. Se indica tomar el preparado dos veces al día, sola, con miel o en la sopa de pollo.

## Otras hierbas medicinales
Otras hierbas que se suelen combinar incluyen una medida igual de Sambucus nigra (Sáuco), Mentha piperita (Menta) y Achillea millefolium (Milenrama) que se añaden luego a una taza de agua caliente, administrada justo antes de dormir. A menudo se añaden a la infusión miel, media cucharita de Capsicum minimum (tipo de ají diminuto),Cinnamomum zeylanicum (Canela) y jengibre. Otras fuentes afirman que la menta interactúa negativamente en la acción homeopática de estos remedios.

### Baya del saúco
Por sí sola, la baya del saúco (Sambucus nigra) es de uso popular para combatir los resfriados, sinusitis y la gripe. En estudios preliminares de laboratorio, los extractos de la baya del saúco han sido efectivos contra virosis del tracto respiratorio superior, aunque el número de investigaciones que han abordado este efecto son muy limitados. Los investigadores infieren que las antocianinas, compuestos que se encuentran de forma natural en las bayas del saúco, pueden ser el componente activo que fortalece el sistema inmunológico y bloquea la adherencia del virus de la gripe a las células respiratorias altas.
Las hojas frescas, flores, corteza de los brotes, y las bayas verdes y raíces del saúco contienen cianuro y podrían dar lugar a intoxicación por cianuro.

## Psicoterapia
La psicoterapia, incluyendo ejercicios de relajación y meditación a través de imágenes guiadas para evocar escenas o imágenes agradables han sido sugeridos de manera regular para ayudar a reducir el número de días que dura un resfriado, incluyendo niños. Algunas técnicas de reducción de estrés incluyen la relajación profunda, el yoga, el taichí chuan y ejercicios de respiración.

### Yoga
Algunas técnicas del Kriyā yoga tales como el Jala Neti que consiste en la limpieza nasal yóguica, han sido recomendadas para tratar y prevenir el resfriado común.
Los ejercicios prāṇāyāma indicados para el manejo del resfriado incluyen: Nadi shuddhi, Ujjayi, Sheetkari, Sheetali y Bhramari.

## Joshandah
En la medicina greco-arábica Unani, la preparación herbal Joshandah—que traducido es «preparación hervida»—, acreditada con múltiples usos medicinales, suele usarse con mucha frecuencia para el tratamiento del resfriado común. El preparado contiene varias hierbas que se hierven y, por quedar de sabor muy amargo, se endulza en forma de infusión, y se indicado para catarros, tos y fiebre relacionada con los anteriores, en vista de las propiedades de algunos de sus ingredientes. Las esencias así preparadas son también indicadas por los Hakīm (حكيم) de la India.

### Otros trabajos relacionados
- Douglas RM, Hemilä H, Chalker E, Treacy B. Vitamin C for preventing and treating the common cold. Cochrane Database Syst Rev. 2007 Jul 18;(3):CD000980.

- Josling P. Preventing the common cold with a garlic supplement: a double-blind, placebo-controlled survey. Adv Ther.18. 4 (2001):189-193.

- Linde K, Barrett B, Wolkart K, Bauer R, Melchart D. Echinacea for preventing and treating the common cold. Cochrane Database Syst Rev. 1 (2006): CD000530.

- Predy GN, Goel V, Lovlin R, Donner A, Stitt L, Basu TK. Efficacy of an extract of North American ginseng containing poly-furanosyl-pyranosyl-saccharides for preventing upper respiratory tract infections: a randomized controlled trial. CMAJ.173.9 (2005): 1043-1048.

- Silk R, LeFante C. Safety of zinc gluconate glycine (Cold-Eeze) in a geriatric population: a randomized, placebo-controlled, double-blind trial. Am J Ther. 12.6 (2005): 612-617.

- Zakay-Rones Z, Thom E, Wollan T, Wadstein J. Randomized study of the efficacy and safety of oral elderberry extract in the treatment of influenza A and B virus infections. J Int Med Res. 32.2 (2004): 132-140.